# Теорема Хэрриота
Теорема Хэрриота утверждает что если n квадратичных многочленов P1(x), P2(x),P3(x),...,Pn(x);где Pi(x)=aix²+bix+ci,  причем ai>0, равны соответственно d1;d2;d3,...dn,где di- действительное число, то многочлен Q(x)=P1(x)+P2(x)+P3(x)+...+Pn(x)-d1-d2-d3-...-dn=0 существует и имеет решение в действительных числах.
При этом если хотя бы один из многочленов Pii(x)≠di,;  Q не имеет решений.

## Доказательство
Рассмотрим функции f(P1(x)-d1) =0; f(P2(x)-d2)=0; f(P3(x)-d3) ,...,f(Pn(x)-dn)=0;
И функцию f(P1(x)+P2(x)+P3(x)+...+Pn(x)-d1-d2-d3-...-dn)=0.
Тогда f(P1(x)-d1) + f(P2(x)-d2)+ f(P3(x)-d3) +...+f(Pn(x)-dn)=0
И  f(P1(x)+P2(x)+P3(x)+...+Pn(x)-d1-d2-d3-...-dn)=0
функция выпуклая тогда точка  является выпуклой комбинацией  точек  плоскости, лежащих на графике функции . Из определения выпуклой функции следует, что выпуклая оболочка этого множества точек лежит над графиком функции , а это и означает, что применяя неравенство Йенсена получаем что функция верна. Что и требовалось доказать.
Пусть Pi(x)≠di,предположим, что такие квадратные трёхчлены существуют тогда D(Q(x))=(b1+b2+b3+...+bn)²-4(с1+с2+с3+...+сn-d1-d2-d3-...-dn)*(a1+a2+a3+...+an)>0, но при этом D(Q(x))=(b1+b2+b3+...+bn)²-4(с1+с2+с3+...+сn-d1-d2-d3-...-dn)*(a1+a2+a3+...+an)<0 так как bi²<4ai*ci